# Son Na-eun
Dans ce nom coréen, le nom de famille, Son, précède le nom personnel.
Son Na-eun (coréen : 손나은, née le 10 février 1994), couramment appelée Naeun (coréen : 나은), est une actrice et  chanteuse sud-coréenne connue pour avoir été membre du girl group sud-coréen Apink.

## Biographie

### Jeunesse
Son Na-eun est né le 10 février 1994 à Séoul, en Corée du Sud. Elle a une sœur plus jeune appelée Son Sae-eun, qui est une joueuse de golf professionnelle.
Elle a fréquenté le lycée de Chungdam et a ensuite été transférée à la School of Performing Arts de Séoul, où elle a obtenu son diplôme le 7 février 2013. En 2013, elle a été acceptée au département de théâtre et de cinéma de l'université de Dongguk en tant que major par intérim. Elle a également été choisie comme ambassadrice de ladite université en 2014 avec Yoona de Girl's Generation et Park Ha-sun.

### Carrière
Son a été le premier membre d'Apink à être annoncé en 2011. Le 21 avril, Son a fait ses débuts avec Apink sur M Count 's Count, sur Mnet , avec leurs chansons "I Don't Know" et "Wishlist", incluses dans leur premier EP Seven Springs. de Apink.
En 2012, Son fait ses débuts d'actrice dans le rôle de la adolescente Hae-in dans le drame historique The Great Seer. Elle a ensuite fait ses débuts au cinéma dans le cinquième opus de la série humoristique Marrying the Mafia , intitulée «Le retour de la noble famille». Par la suite, Son a joué des rôles de soutien dans le drame familial Childless Comfort et la comédie romantique Twenty Again. En 2016, elle a partagé la vedette dans la comédie romantique Cinderella with Four Knights de tvN.
Tout au long de 2013 et 2014, Na-eun a participé à l’émission We Got Married , de MBC , avec Taemin du groupe Shinee et Super M, en tant que couple marié virtuel pour lequel Son a remporté le prix "Star of the Year" aux MBC Entertainment Awards.
En 2017, il a été confirmé que Son sera la vedette du film d'horreur The Wrath. La même année, elle a été lancée dans la minisérie des quatre épisodes de Noh Hee-kyung , Le plus bel au revoir.
En 2017, elle apparaît dans une vidéo de PSY "New Face".
Le 8 avril 2022, Naeun annonce son départ d'Apink en raison d'une difficulté à concilier son travail d'actrice avec celui de chanteuse.

## Filmographie

### Films
| Année | Titre                | Réalisateur   | Rôle        | Notes           | Ref.  |
| ----- | -------------------- | ------------- | ----------- | --------------- | ----- |
| 2012  | Marrying the Mafia 5 | Jeong Yong-ki | Eun Hee-jae | Rôle secondaire | [ 2 ] |
| 2018  | The Wrath            | Yoo Young-sun | Ok-boon     | Rôle principal  | [ 3 ] |

### Séries télévisées
| Année     | Titre                           | Chaîne | Rôle           | Notes                  | Ref.   |
| --------- | ------------------------------- | ------ | -------------- | ---------------------- | ------ |
| 2012      | The Great Seer                  | SBS    | Hae-in (jeune) | Rôle secondaire        | [ 4 ]  |
| 2012      | Salamander Guru and The Shadows | SBS    | Lee Tae-eun    | Apparition (épisode 4) | [ 5 ]  |
| 2012–2013 | Childless Comfort               | JTBC   | Oh Soo-mi      | Rôle secondaire        | [ 6 ]  |
| 2015      | Second 20s                      | tvN    | Oh Hye-mi      | Rôle secondaire        | [ 7 ]  |
| 2016      | Cinderella with Four Knights    | tvN    | Park Hye-ji    | Rôle secondaire        | [ 8 ]  |
| 2017      | The Most Beautiful Goodbye      | tvN    | Jae-young      | Rôle secondaire        | [ 9 ]  |
| 2020      | Dinner Mate                     | MBC    | Jin No-eul     | Rôle principal         | [ 10 ] |
| 2021      | Lost                            | JTBC   | Min-jeong      | Rôle secondaire        | [ 11 ] |
| 2022      | Ghost Doctor                    | tvN    | Oh Su-jeong    | Rôle principal         | [ 12 ] |
| 2023      | Agency                          | JTBC   | Kang Han-na    | Rôle principal         | [ 13 ] |

## Discographie

### Crédits musicaux
| Année | Titre           | Artiste | Album | Autre crédit  |
| ----- | --------------- | ------- | ----- | ------------- |
| 2016  | Cliché (흔한일) | Apink   | Dear  | Park Cho-rong |
| 2022  | Holy Moly       | Apink   | Horn  | Kenzie        |